# Federación Internacional de Wushu
La Federación Internacional de Wushu (inglés: International Wushu Federation, IWUF; chinese: 国际武术联合会, Guójì wǔshù liánhé huì) es una organización de deporte internacional y es el organismo de gobierno para el wushu en todas sus formas en todo el mundo. El IWUF está reconocido por el Comité Olímpico Internacional (CIO), y es también un miembro del ARISF, GAISF, FISU y el ISF.

## Organización
Los principales órganos de gobierno de IWUF es el presidente, la Junta Ejecutiva, la Secretaría y el Congreso qué se reúnen cada dos años, y varios comités técnicos. Su sede está localizada en Lausanne, Suiza con oficinas operacionales en Pekín, China. El presidente actual del IWUF es el señor Gao Zhidan de la República Popular China.
Desde 2020, hay 155 federaciones nacionales afiliiadas con el IWUF, las cuáles están organizadas bajo las federaciones continentales siguientes:
- Wushu Federación de Asia
- Europeo Wushu Federación
- Federación Panamericana de Wushu
- Africano Wushu Federación
- Oceanía Wushu Kung-fu Federación

## Competiciones
- Campeonato Mundial de Wushu
- Campeonato Mundial Juvenil de Wushu
- Campeonato Mundial de Kung-fu
- Campeonato Mundial de Taijiquan
- Copa Mundial de Sanda
- Copa Mundial de Taolu